# Tres línies colpejades alcista
Tres línies colpejades alcista (en anglès: Bullish Three Line Strike) és un patró d'espelmes japoneses que, malgrat l'espelma negra llarga, indica continuïtat de la tendència alcista, perquè l'espelma negra és solament una presa de beneficis. Cal no confondre-la amb un embolcall baixista, essent el tret diferenciador la fortalesa de la tendència alcista prèvia mostrada per les tres espelmes blanques.

## Criteri de reconeixement
1. La tendència prèvia és alcista
2. Es formen tres espelmes blanques
3. Al dia quart dia es forma una espelma negra llarga, que obra per sobre de l'anterior, i tanca per dessota de la primera espelma blanca

## Explicació
Tres línies separades alcista és un patró que apareix enmig d'una tendència alcista. Les tres espelmes blanques indiquen clarament que la tendència és alcista, i l'espelma negra llarga representa la presa de beneficis. Si la tendència anterior era fortament alcista i s'havia produït sobrecompra, la presa de beneficis que representa l'espelma negra llarga tan sols serà un intermedi en aquesta tendència.

## Factors importants
Malgrat la força dels bulls i la presa de beneficis, la confiança d'aquest patró és baixa i és imprescindible acompanyar el senyal amb altres confirmacions com ara un fort augment del volum, una llarga espelma blanca l'endemà, o l'obertura amb un gap alcista.